# Andreas Schmid (Jurist)

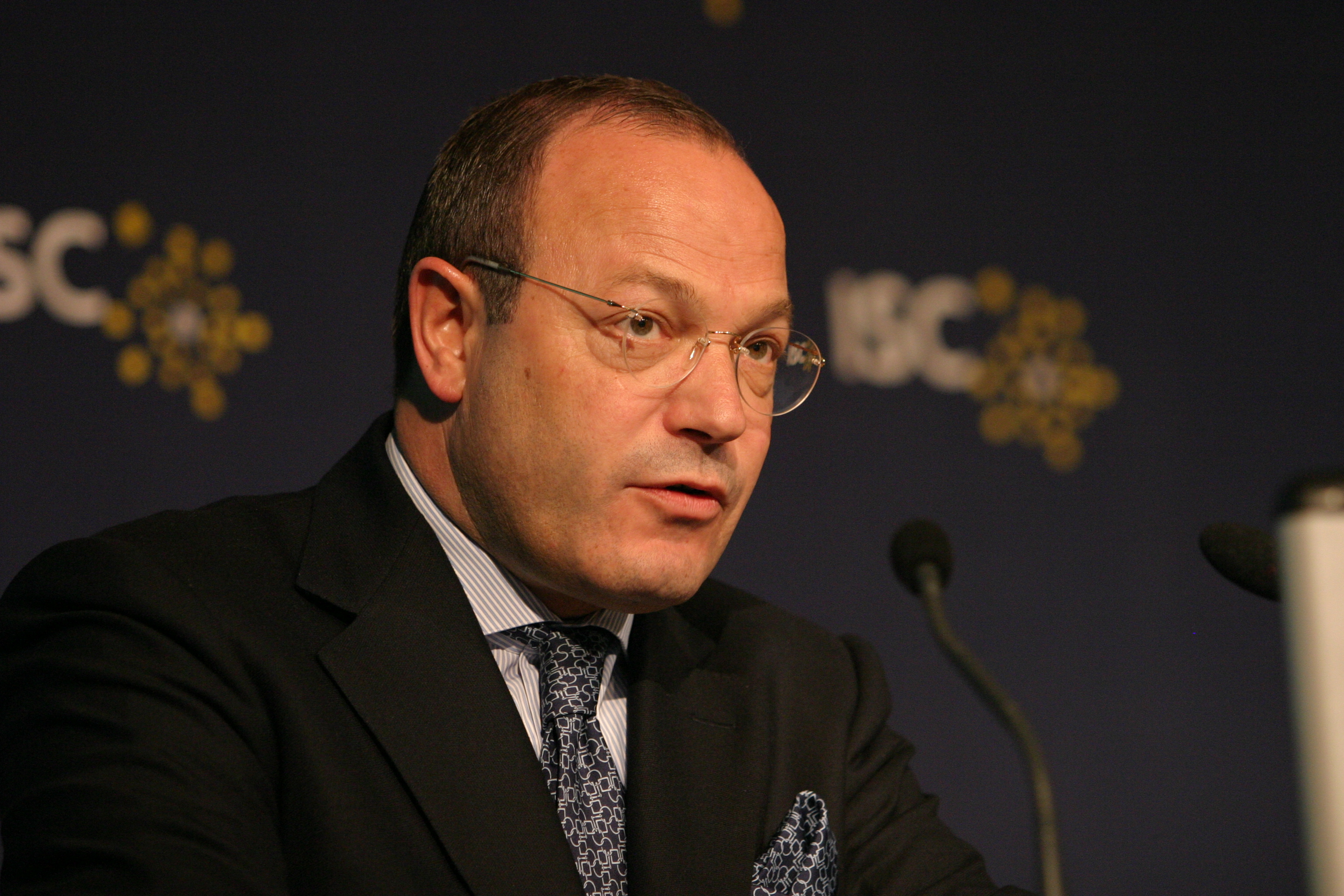
Andreas Schmid

Andreas G. Schmid (* 1957 in Zürich) ist ein Schweizer Jurist und Manager.

## Leben
Andreas Schmid wuchs als Sohn eines Architekten in Zürich auf. Die Mittelschule absolvierte er am Kollegium Altdorf. Nach einem Studium der Rechtswissenschaften und der Betriebswirtschaftslehre an der Universität Zürich trat er eine Stelle bei der Schweizerischen Bankgesellschaft (SBG) an. Im Auftrag von Anton Ernst Schrafl, einem Mitglied der Schmidheiny-Familie, leitete er anschliessend eine Verpackungsfirma in Südafrika. Im Alter von 35 Jahren wurde er Generalsekretär des Unternehmers Klaus J. Jacobs. Nach dem Verkauf der Firma Jacobs Suchard übernahm Schmid die Geschäftsführung des im Besitz der Jacobs-Familie verbliebenen Industrieschokoladeproduzenten Barry Callebaut. Später wurde er dessen Verwaltungsrat wie auch von weiteren Firmen. So wurde er im Jahr 2000 Präsident des Verwaltungsrats der Flughafen Zürich AG. Diese Funktion übte Schmid über die schwierigen Phasen des Flughafens Zürich wie dem Swissair-Grounding in 2001, den Fluglärm-Anfeindungen ab 2003 und den Auswirkungen der COVID-19-Pandemie aus. In seiner Zeit wurde der Flughafen Zürich bedeutend ausgebaut und international über Beteiligungen ein Portfolio von Flughafenaktivitäten aufgebaut. Er trat an der Aktionärsversammlung der Flughafen Zürich AG im April 2023 diese Funktion als Verwaltungsratspräsident an Josef Felder ab.

## Weitere Tätigkeiten
- Präsident des Verwaltungsrates der Helvetica Capital AG[5]
- Verwaltungsrat der Gategroup Holding AG
- Aufsichtsrat von Villeroy & Boch[1]
- Beirat der Lakefield Partners AG[6]

## Privat
Schmid ist verheiratet und hat drei erwachsene Töchter.